# Тор Лупара (Рим)
Тор Лупара је насеље у Италији у округу Рим, региону Лацио.
Према процени из 2011. у насељу је живело 20843 становника. Насеље се налази на надморској висини од 125 м.